# 8768 Barnowl
A 8768 Barnowl (ideiglenes jelöléssel 2080 T-2) a Naprendszer kisbolygóövében található aszteroida. Cornelis Johannes van Houten, Ingrid van Houten-Groeneveld és Tom Gehrels fedezte fel 1973. szeptember 29-én.